# Танагра лазурова
Тана́гра лазурова (Poecilostreptus cabanisi) — вид горобцеподібних птахів родини саякових (Thraupidae). Мешкає в Мексиці і Гватемалі. Вид названий на честь німецького орнітолога Жана Луї Кабаніса.

## Опис

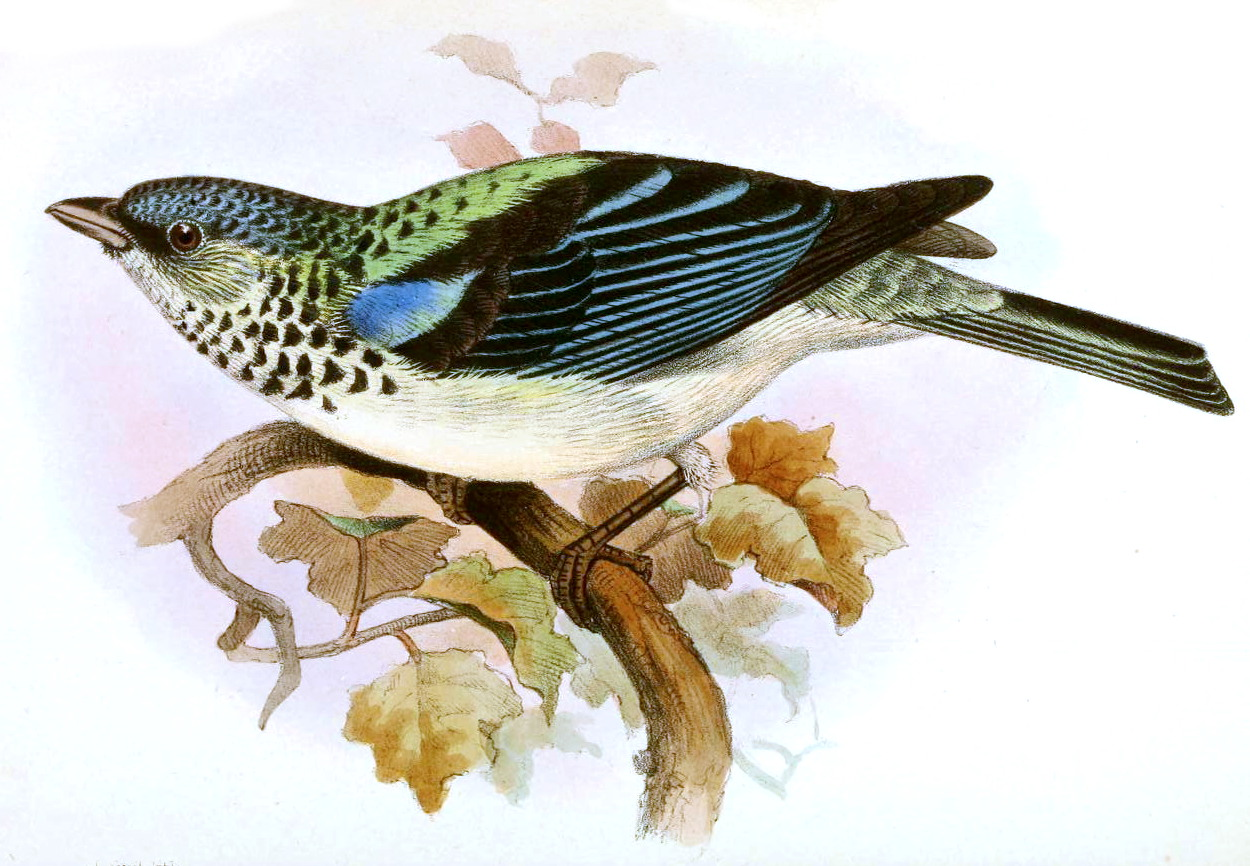
Лазурова танагра

Довжина птаха становить 14-15 см. Забарвлення переважно лазурово-блакитне. Тім'я пурпурово-лазурове, на обличчі чорна "маска". Спина зелена з мелателим відблиском, поцяткована чорними плямами. Надхвістя блакитнувате, центральні стернові пера чорні з синіми краями. Нижня частина тіла світліша, верхня частина грудей поцяткована чорними лускоподібними плямами. Плечі чорні, покривні пера чорні з вузькими синіми краями. Махові пера мають лазурові края. Дзьоб сірий, на кінці чорний.

## Поширення і екологія
Лазурові танагри мешкають в горах Сьєрра-Мадре-де-Чіапас в мексиканському штаті Чіапас та на заході Гватемали. Вони живуть у вологих широколистяних вічнозелених лісах, в Мексиці переважно на висоті від 1250 до 1650 м над рівнем моря, в Гватемалі на висоті від 860 до 1900 м над рівнем моря, переважно на висоті понад 1400 м над рівнем моря. Лазурові танагри віддають перевагу кронам первинних тропічних лісів і узліссям, однак трапляються також на кавових плантаціях. Вони є дуще соціальними, зустрічаються зграями до 26 птахів. Живляться переважно плодами і комахами. Гніздування припадає на сезон дощів і триває з квітня по листопад. Інкубаційний період триває 14 днів, пташенята покидають гніздо через 17 днів після вилуплення.

## Збереження
МСОП класифікує цей вид як вразливий. За оцінками дослідників, популяція лазурових танагр становить від 10 до 25 тисяч птахів. Їм загрожує знищення природного середовища.